# Book Depository
Book Depository (anteriorment The Book Depository) era un servei de venda de llibres en línia amb seu a Gloucester, Regne Unit. Fundat per un antic empleat d'Amazon, va funcionar del 2004 al 2023.

## Història
L'empresa va ser fundada l'any 2004 per Andrew Crawford (antic empleat d'Amazon) i Stuart Felton. El seu lema era fer "Tots els llibres disponibles per a tothom" millorant la selecció, l'accés i l'assequibilitat.
Va ser adquirit per Amazon el 4 de juliol de 2011. La mesura va fer que els comentaristes es preocupessin per l'"estrangulament" d'Amazon al mercat del llibre del Regne Unit.
El 5 d'abril de 2023, Amazon va anunciar que tancaria Book Depository el 26 d'abril de 2023.

## Servei
L'empresa tenia un gran catàleg amb una filosofia de "menys de més". Oferia enviament gratuït a més de 160 països.

## Premis
El 2009 i el 2010, va guanyar Direct Bookselling Company of the Year als Bookseller Industry Awards i el Queen's Award For Enterprise.
L'any 2012, Book Depository va ser finalista del premi al comerç minorista/d'oci de l'any dels Fast Growth Business Awards i va guanyar dos premis a l'inici del Regne Unit, el negoci en línia de l'any i el minorista de l'any.
El 2013, va ocupar el cinquè lloc al Sunday Times Fast Track 100.